# Моспинська група
Моспинська група — археологічна культурна група пізньої середньокам'яної доби північно-східного Надозів'я та Середньої Сіверськодонеччини. Виділена за Моспинською стоянкою у верхів'ях Кальміусу.

## Пам'ятки
До числа пізньо-середньокам'яних пам'яток моспинської групи у Наддінців'ї та у Північному Надозів'ї належать стоянки: Моспине, Кремінна Гора (у селища Олександрівка біля південно-західного края Донецька), Тепле, Мілова (біля села Сабівка), Зимівники, Петропавлівка, Менчикур (північно-східна сторона Георгіївки), Дружківка та інші. Деякі з них за крем'яним складом відрізняються, проте у цілому складають моспинський тип, За процентним складом знахідок вони мають велику подібність.

## Крем'яні вироби
Спільною рисою для пізньо-середньокам'яних пам'яток ненаситецької та моспинської групи є поширення дрібних мікролітів: мікролітичних нуклеусів (включно з «олівцеоїдними»), численних ретушуваних платівок (серед яких окремі пластини з виїмками). Основною формою геометричних мікролітів є трапеції, переважно середніх пропорцій. Зустрічаються вістря зі скошеним кінцем. 20-25 % усіх знарядь складають скребки (кінцевих, округлих, підокруглих, бічних форм), що переважно виготовлялися зі сколів. Понад 10 % складають різці, серед яких переважають різців на розі зламаною пластини. Також зустрічаються різці зі сколами на двох кінцях.
Макроліти у колекціях геть відсутні, за винятком стоянки Кремінна Гора, де відзначені сліди макролітичної техніки.

## Особливості моспинської групи
Моспинській та ненаситецькій групі пам'яток притаманні певні особливості, що вказують на дві різні культурні групи. За ранньо-середньокам'яної доби на цих землях від Надпоріжжя до Наддінців'я існувала більш-менш єдина осокорівсько-рогалицька культура, також з певними відмінностями між Наддіпровським й Наддінцівським варіантами.
Моспинська група характеризуються мікролітичним кременем переважно платівчастих заготовок (показник 1,8). Основні види знарядь моспинської групи представлені платівками з ретушшю, скребками, головним чином на сколах, й трапеціями. Різцово-скребковий показник нижче середнього (0,6), а мікролітичний показник малий (0,1).

## Культурна належність
Разом з ненаситецькою групою стоянок Надпоріжжя відносять до східного продовження гребениківської культури, що разом належать до групи культур азово-чорноморської культурною області середньокам'яної доби. Серед мікролітів ненаситецької й моспинської групи домінують трапеції, що ведуть свої прототипи, очевидно, з мікролітів осокорівсько-рогалицької культури, на базі яких вони, ймовірно, й склалися. Усі разом вони утворюють своєрідний для середньокам'яної України культурно-генетичний «цикл трапецій», що за складом знахідок відрізняється від ранньо-середньокам’яних стоянок шан-кобинсько-білоліського «циклу сегментів», а також від інших пізньо-середньокам'яних культур України, зокрема від сусідньої кукрецької культури.